# Regidor (couronne de Castille)
Pour les articles homonymes, voir Regidor.
Anciennement, le regidor (litt. : conseiller municipal, échevin) était une fonction dans les municipalités de la couronne de Castille, aux soins et au zèle de laquelle était confié le gouvernement politique et économique des villes. Son origine semble remonter à la Rome antique ; le regidor était équivalent à ceux qui, chez les Romains, obtenaient la fonction de décurions, selon l'opinion du politicien Bovadilla. Avec les décrets de Nueva Planta (1707-1716) de Philippe V d'Espagne, la fonction fut étendue aux municipalités de la couronne d'Aragon abolie.

## Origine
Certains auteurs, comme Pellicer et Antonio Soteló, veulent attribuer l'origine et l'établissement de ces regidores aux premiers jours de la Reconquista, en affirmant que plusieurs lois ont été établies, par lesquelles, après l'élection du roi Pélage le Conquérant, la monarchie a commencé à être gouvernée en élisant certaines personnes ou regidores pour s'occuper des affaires économiques et de police. Pour prouver leur opinion, ils se servent d'un certain manuscrit intitulé Fueros de Sobrarve, qui se trouve à la Bibliothèque royale de Madrid, où l'on trouve les lois susmentionnées et où le mot Alcalde est également mentionné.
Tout cela, bien que rendu invraisemblable par les raisons fondées avec lesquelles Lorenzo de Santayana, dans son ouvrage Tribunales y Magistrados de España (« Tribunaux et Magistrats d'Espagne »), nous convainc de la prétendue antiquité attribuée à ce manuscrit ou à ces lois anciennes, est également prouvé par ce que Lorenzo de Padilla (es) affirme sur le début de cette fonction. Cet historien affirme que le roi Henri II de Castille, ayant fait l'expérience des résultats pernicieux que provoquaient dans le Royaume les grandes factions nées entre ceux qui étaient attachés à son parti et ceux qui étaient encore unis à celui de son frère défunt D. Pedro, contre lequel le roi avait demandé la protection des magistrats. Pedro, contre lesquels les États du royaume avaient demandé dans les secondes Cortes de Toro (es) qu'ils ne soient pas admis dans leurs anciennes villes, il détermina en 1360 que dans toutes les villes et lieux où régnaient de tels troubles, il serait créé un certain nombre de nobles qui, assistant la Justice dans les Conseils de ville et les Conseils qui se tenaient désormais, gouverneraient et gouverneraient la ville, recevant le nom de Regidores (« régisseurs »). Par le régime ainsi établi, les habitants de l'état populaire et les autres qui ne jouissaient pas de cet honneur furent écartés de la gestion de toutes les affaires.

## Nombre et fonctions
Il est difficile de connaître le nombre de regidores constitués à l'origine, mais on peut présumer avec raison qu'il était plus ou moins grand en proportion de chaque ville. Leur objet devait être d'œuvrer à tout ce qui pouvait contribuer au plus grand bénéfice de la commune, car lorsqu'ils étaient choisis, ils étaient tenus de procurer sa prospérité et sa paix, ce qui les rendait, au contraire, passibles de sanctions de la part du Souverain, comme le roi Henri III de Castille, informé du manque d'exactitude avec lequel les regidores de Cordoue, de Séville et d'autres villes remplissaient leurs fonctions, C'est pourquoi il les priva de leurs fonctions et en diminua le nombre de trois ou quatre. La situationresta telle jusqu'au règne de son fils, Jean II, qui en augmenta le nombre et créa d'autres regidores dans la plupart des villes et villages du Royaume, distinguant la ville impériale de Tolède en lui accordant quelques soi-disant Jurados (« Jurés »), qui en représentation de la commune, comme tribuns, défendaient et soutenaient ses intérêts publics.

## Opposition
(février 2023).
Le contenu est difficilement compréhensible vu les erreurs de traduction, qui sont peut-être dues à l'utilisation d'un logiciel de traduction automatique.
Le gouvernement de ces maires et juges  regidores  fut très violent pour les villes, ce qui fut la raison du feu de discorde entre elles, les populaires se servant des puissants pour leur plus grande promotion, sous la faveur et l'abri desquels ils s'opposaient à leurs conseils municipaux. Ayant été instruit de tout cela par les Cortes tenues à Ocaña en 1422, à la demande des représentants des Cités et Villes qui y assistaient, dans la douzième supplique, il ordonna que le gouvernement des villes soit de la seule responsabilité et direction des échevins et des justices, interdisant aux principales personnes qui favorisaient la plèbe de leur pouvoir pour s'introduire dans les Conseils de Ville, pour le remède desquels il accorda le pouvoir aux maires et aux justices de procéder à leur punition et de contenir les excès et troubles susmentionnés.